# Uppvärmda gator

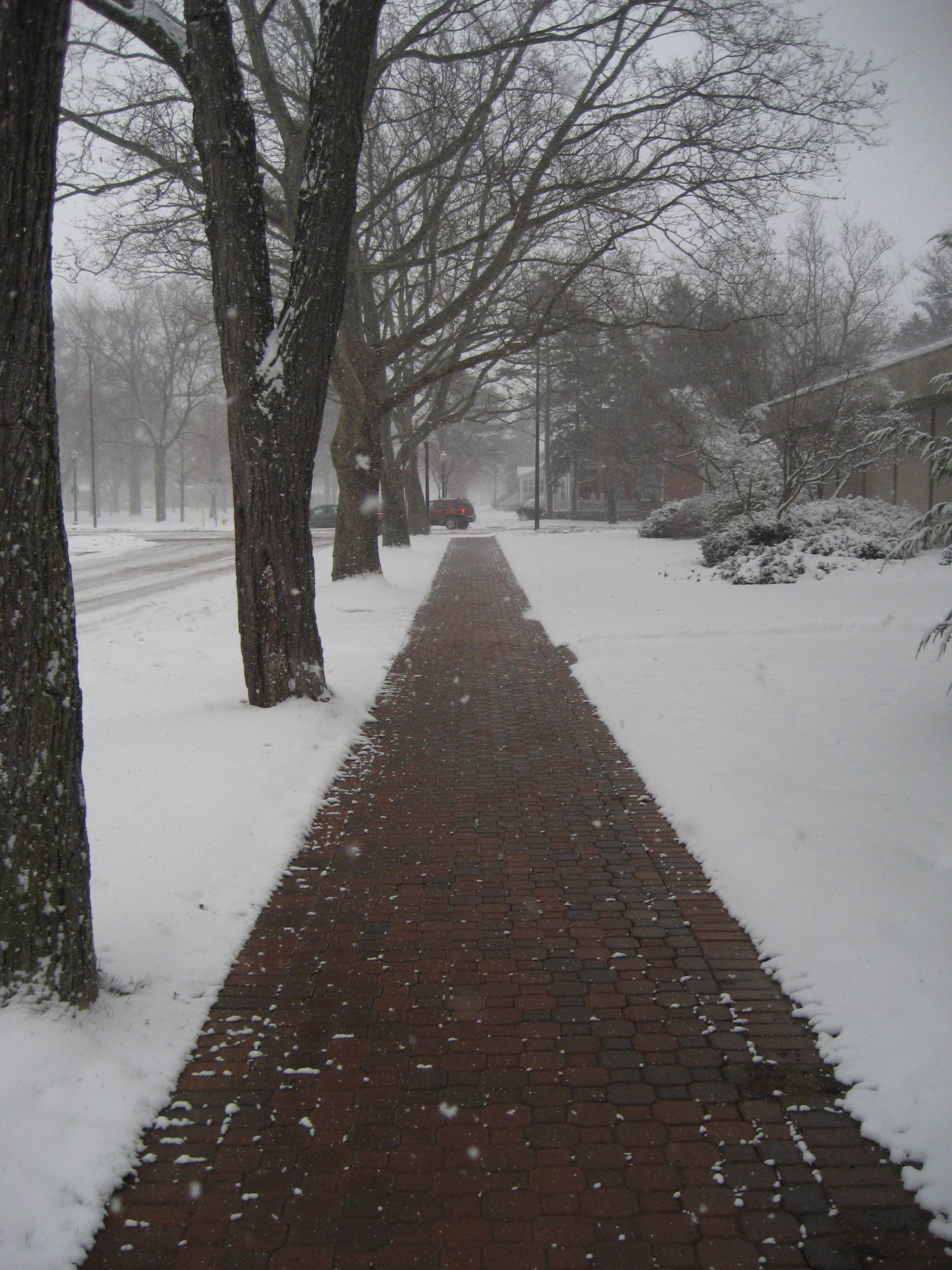
Uppvärmd trottoar i Holland i Michigan.

Uppvärmda gator (även kallat markvärme, ej att förväxla med utvinning av markvärme), främst gågator och trottoarer, innebär att slangar för vätska (ljummet vatten, returvatten från fjärrvärme) läggs under gatubeläggningen, för att hålla ytan fri från snö och is vintertid. Det har påvisats att uppvärmning minskar risken för fallskador. Enligt en forskningsrapport från Chalmers minskade fallolyckorna på uppvärmda gator med 100 % i Helsingborg, 83 % i Umeå, 67 % i Göteborg och 68% i Stockholm, jämfört med ytor som inte var uppvärmda.
En markvärmeanläggning består av en undercentral, matarledningar och slingfält förlagda en bit under gatans eller gångbanans beläggning. Genom cirkulerande temperaturreglerad vätska värms den aktuella ytan upp så att snö och is smälter. Det finns även ytor uppvärmda med direktverkande el. En markuppvärmd yta ger en komfortabel gatumiljö utan halka, snö eller slask. Konventionell snöröjning och halkbekämpning behövs inte.
För fotbollsarenor med gräs är markvärme sedan år 2014 en förutsättning för att godkännas för spel i Superettan och Allsvenskan.